# Златен ритон
Фестивалът на българското документално и анимационно кино „Златен ритон“ се провежда в Пловдив от 1975 г.
През 2001 г. е възстановен след известно прекъсване. Първоначално се провежда през година. От 2009 г. е ежегоден, но не се организира през 2011, 2018 и 2021 г. През 2023 г. е 27-то издание на фестивала.
В миналото е носел и името Фестивал на българския неигрален филм „Златен ритон“, както и Фестивал на късометражния филм „Златен ритон“.
Традиционно се провежда през есента в Пловдив, като прожекциите са в ЛЪКИ Дом на киното (Дом на науката и техниката, ул. „Гладстон“).
Организатор на Фестивала „Златен Ритон“ е Изпълнителна агенция „Национален филмов център“, а съорганизатори – Министерство на културата на България, Община Пловдив и други професионални организации и институции.
Фестивалът включва две конкурсни програми – за документално и анимационно кино. Филмите, произведени с финансовата подкрепа на НФЦ, влизат в конкурса по право, всички останали подлежат на вътрешна селекция за определяне на програмата, в която да бъдат представени. Традиционно фестивалът показва и паралелна програма „Открити хоризонти“ с филми, невлезли в конкурса, но показващи любопитна тема или подход.
Журито на Фестивала присъжда следните официални награди:
- Награда „Златен ритон“ за най-добър документален филм
- Награда „Златен ритон“ за най-добър анимационен филм
- Награда на Община Пловдив за документален филм
- Награда на Община Пловдив за анимационен филм
- Специална награда на журито за документален филм
- Специална награда на журито за анимационен филм
- Награда за сценарий
- Награда за операторска работа
- Награда за режисьор на документален филм
- Награда за художник-постановчик на анимационен филм
- Награда за дебют в документалното кино
- Награда за дебют в анимационното кино
- До 2 почетни грамоти в двете главни категории